# Russula subnigricans
Russula subnigricans là một loài nấm trong chi Russula được tìm thấy ở Trung Quốc và Bắc Mỹ. Nó từng là loài nấm được dùng để gây ngộ độc ở Đài Loan. Tác hại nghiêm trọng của nó là rhabdomyolysis. Một số chất hoạt động đã được chiết tách; trong số đó có russuphelin A là chất do các nhà nghiên cứu Nhật Bản thực hiện.
Tên loài này được đặt theo tên nhà nấm học Nhật Bản Tsuguo Hongo năm 1955. Tên này sau đó cũng dùng để đặt cho loài nấm phân bố ở Bắc Mỹ Russula eccentrica.
Chất độc trong nấm được xác định là cycloprop-2-ene carboxylic acid và chỉ có 4 nguyên tử cacbon.